# Pepsi Music
Pepsi Music fue un festival organizado por Pepsico de Argentina SRL y Pop Art Discos en el cual no hay un solo estilo de música, sino que se pueden escuchar varios como el rock, pop, reggae, punk, ska, metal, y en menor cantidad, el hip-hop.

## Artistas que tocaron en el Pepsi Music
Por el Pepsi Music pasaron varias bandas importantes, estas son algunas de ellas:

### Año 2005
- Babasonicos
- Karamelo Santo
- Ska-p
- Divididos
- El Cuarteto de Nos
- Megadeth
- Kapanga
- Los Piojos
- Intoxicados
- Catupecu Machu
- Ratones Paranoicos
- Die Toten Hosen
- Massacre
- Guasones
- Attaque 77
- Árbol
- No Te Va Gustar
- La Mosca Tsé-Tsé
- La Vela Puerca
- Almafuerte
- Adrian Barilari
- 2 Minutos
- Expulsados
- Turf
- Estelares
- Cabezones
- Juana La Loca
- Bahiano
- Las Pelotas
- Luis Alberto Spinetta
- Leo García
- Nonpalidece
- The Wailers
- Bicicletas
- Bersuit Vergarabat

### Año 2006
- El Cuarteto de Nos
- Luis Alberto Spinetta
- Gustavo Cerati
- Intoxicados
- Babasonicos
- La Vela Puerca
- Los Cafres
- Divididos
- Rata Blanca
- Los Natas
- Los 7 Delfines
- Massacre
- Cadena Perpetua
- 2 Minutos
- El Otro Yo
- Expulsados
- Palo Pandolfo
- La Mosca Tsé-Tsé
- Turf
- Catupecu Machu
- Dante
- Virus
- Miranda!
- Juana La Loca
- Leo García
- Los Auténticos Decadentes
- Los Tipitos
- Los Pericos
- Nonpalidece
- Fidel Nadal
- Iggy Pop & The Stooges
- Ziggy Marley
- Belanova
- The Locos
- The Skatalites
- Chancho En Piedra
- Plastilina Mosh
- Aztecas Tupro
- Pánico Ramirez

### Año 2007
- El Cuarteto de Nos
- Intoxicados
- Divididos
- Kapanga
- Almafuerte
- Horcas
- Carajo
- Bulldog
- Zumbadores
- Los Cafres
- Los Pericos
- El Otro Yo
- Fidel Nadal
- Karamelo Santo
- Estelares
- Los Tipitos
- Guasones
- Pier
- Cabezones
- Los 7 Delfines
- Chancho En Piedra
- Molotov
- Cafe Tacuba
- The Wailers
- The Black Eyed Peas
- The Australian Pink Floyd
- Heroes Del Silencio
- Las Pelotas
- Dante
- Marilyn Manson
- Emmanuel Horvilleur
- Big Youth
- Jóvenes Pordioseros
- D-Mente
- No Te Va Gustar
- Aztecas Tupro

### Año 2008
- Catupecu Machu
- El Cuarteto de Nos
- Rata Blanca
- Horcas
- Los Natas
- El Otro Yo
- Massacre
- Expulsados
- Bulldog
- Vetamadre
- Volador G
- Zumbadores
- Ella Es Tan Cargosa
- Bicicletas
- Coverheads
- Fito Páez
- Babasonicos
- Andrés Calamaro
- Las Pelotas
- Bahiano
- Leo García
- Árbol
- Riddim
- Fidel Nadal
- Gondwana
- The Hives
- Loquillo
- Adam Green
- Beatsteaks
- The Cult
- Black Rebel Motorcycle Club
- Stone Temple Pilots
- Mötley Crue
- Los Auténticos Decadentes
- Adrian Otero
- Nine Inch Nails
- El General Paz & La Triple Frontera
- Dave Matthews Band

### Año 2009
- El Cuarteto de Nos
- Loquillo
- Maximo Park
- Zoe
- Mama Pulpa
- Calle 13
- The Prodigy
- The Draytones
- Faith No More
- The Locos
- Def Con Dos
- Gogol Bordello
- The Ting Tings
- Die Toten Hosen
- Living Colour
- De Bueyes
- Árbol
- Los Violadores
- Cadena Perpetua
- Bulldog
- Carajo
- Los Natas
- Karamelo Santo
- Nonpalidece
- Fidel Nadal
- Cultura Profética
- Riddim
- Los Tipitos
- La Vela Puerca
- Cielo Razzo
- Volador G
- Dante
- Zumbadores
- Ratones Paranoicos
- Banda de Turistas
- Kameleba
- El General Paz & La Triple Frontera

### Año 2010
- El Cuarteto de Nos
- Green Day
- Cadena Perpetua
- Queens Of The Stone Age
- Rage Against The Machine
- Molotov
- The Abyssinians
- Lovorne
- Andrés Calamaro
- Alain Johannes
- El Chavez
- O'Connor
- Adrian Barilari
- D-Mente
- Los Natas
- Cabezones
- Volador G
- Dancing Mood
- Bomba Estéreo
- Kameleba
- Gondwana
- Leonchalon
- Los Cafres
- Fidel Nadal
- Mensajeros Reggae
- Chancho En Piedra
- Gillespi
- Yo La Tengo
- Alborosie & I.Eye
- Kumbia Queers
- Aztecas Tupro

### Año 2011
- El Cuarteto de Nos
- Katy Perry
- Foals
- Primal Scream
- Red Hot Chili Peppers
- Snow Patrol
- Natalia Kills
- Mercedes Audras
- La Zurda
- Caramelo de Cianuro
- Jarabe De Palo
- Rosal
- Zumbadores
- Manto
- La Franela
- Javier Calamaro
- Riddim
- Gabriel Carambula
- Bersuit Vergarabat
- Estelares
- El General Paz & La Triple Frontera

### Año 2012
- El Cuarteto de Nos
- Evanescence
- Garbage
- The Maccabees
- Los Daniels
- Las Pelotas
- Gossip
- The Drums
- Best Coast
- Catupecu Machu
- Los Pericos
- Los Cafres
- Dread Mar-I
- Fidel Nadal
- Kapanga
- Carajo
- Bersuit
- Zumbadores
- Utopians
- Cirse
- Rayos Láser
- Richard Coleman

Kasabian canceló su show por problemas de salud del guitarrista a 2 días de su presentación.

### Año 2013
- El Cuarteto de Nos
- Pearl Jam
- Queens of the Stone Age
- The Black Keys
- Catupecu Machu
- Kaiser Chiefs
- The Hives
- Hot Chip
- Alabama Shakes
- Massacre
- Two Door Cinema Club
- Cabezones
- Passion Pit
- Doctor Krápula
- Rosal
- Utopians

## Discografía
El festival del 2005 fue editado en CD, DVD y CD+DVD por el sello BMG en agosto del 2006. El DVD es fullframe (1.33:1); con sonido Dolby Digital estéreo 2.0 y zona 1 y 4.

### Canciones
- Sigue tu camino - Los Auténticos Decadentes
- Brujería - Los Tipitos
- No se llama amor - Turf
- Fuego - Intoxicados
- Dame pasión - Juana la Loca
- Arde la ciudad - La Mancha de Rolando
- Capitán América - Las Pelotas
- Sigue girando - Los Ratones Paranoicos
- Postal - Kapanga
- Pequeños sueños - Árbol
- No seas parca - Bersuit Vergarabat
- El viejo - Los Piojos
- El viejo - La Vela Puerca
- Arrancacorazones - Attaque 77
- Schön sein/ Opel-Gang - Die Toten Hosen
- A veces vuelvo - Catupecu Machu